# Più
Più (Italiaans voor meer) is een Italiaanse muziekterm en betekent een versterking van de eraan toegevoegde andere muziekterm. Dit kunnen zowel dynamische, voordrachts- en tempo-aanwijzingen zijn. Als het wordt gebruikt in combinatie met een dynamische aanwijzing (zoals più forte), is het de bedoeling dat men sterker gaat spelen dan voor het punt waarop de aanwijzing werd gegeven. Indien het wordt gebruikt in combinatie met een voordrachtsaanwijzing, zoals più pomposo, is het de bedoeling dat men deze aanwijzing sterker tot uitdrukking laten komen. In het geval van più pomposo betekent het dat men pompeuzer moet spelen. In combinatie met een tempo-aanwijzing is het de bedoeling deze aanwijzing te vergroten. In het geval van bijvoorbeeld più allegro is dit een versnelling van het tempo, maar in het geval van più largo juist een verlangzaming.
De aanwijzing ancora più betekent nog meer en sempre più altijd meer. Deze termen kunnen worden toegevoegd aan het 'più' indien dit beter de lading dekt.

## Andere toevoegingen aan een tempo-aanduiding
- molto, assai (zeer)
- vivace, con brio, vivo (levendig)
- mosso (levendig, bewogen)
- un poco, (een beetje)
- poco a poco (beetje bij beetje, langzamerhand)
- moderato (gematigd)
- meno (minder)
- quasi (bijna, ongeveer)
- troppo (te veel)
- allegro assai (zeer snel)